# Parafia św. Józefa Oblubieńca Najświętszej Maryi Panny w Dąbrowie Górniczej
Parafia Świętego Józefa Oblubieńca Najświętszej Maryi Panny w Dąbrowie Górniczej – rzymskokatolicka parafia położona w dekanacie dąbrowskim – Najświętszej Maryi Panny Anielskiej, diecezji sosnowieckiej, metropolii częstochowskiej, wydzielona z parafii pw. Najświętszej Marii Panny Anielskiej w 1952 roku. Wcześniej, do 1937 roku działała jako ekspozytura.

## Proboszczowie
Ekspozyturą, a od 1952 roku parafią administrowali:
- ks. Włodzimierz Rosso (1937–1943)
- ks. Stanisław Łopaciński (1943–1949)
- ks. Stanisław Kruszyński (1949–1960)
- ks. Marian Krzyżanowski (1960–1973)
- ks. Stanisław Wyganowski jako administrator (1971–1973) i jako proboszcz (1973–2000)
- ks. Ireneusz Kajdas (od 2000)

## Zasięg parafii
Na terenie parafii leżą dzielnice Dąbrowy Górniczej Korzeniec oraz część Śródmieścia.
- Ulice: Adamskiego, Asnyka, Bohomolca, Braci Wilkoszewskich, Ciasna, Cupiała, Dembowskiego, Długosza, Dolna, Dubois, Ks. Dutkiewicza, Furmana, Gałczyńskiego, Głowackiego, Granitowa, Graniczna, Grunwaldzka, Hempla, Janowska, Kasprowicza, Kilińskiego, Kochanowskiego, Ks. Konarskiego, Konopnickiej (od nr 23), Korzeniec, Kotarbińskiego, Kraszewskiego, Krzynówki, Letnia, Limanowskiego,  Łańcuckiego, Łącząca, Malinowe Górki, Mała, Modrzewskiego, Napierskiego, Narodowa, Niemcewicza, Odrodzenia, Olszowa, Pękalskich, Piaskowa, Plater, Podłęknicka (nr nieparzyste), Poniatowskiego (numery 1–10), Paderewskiego, Płotnickiej, Powstańców, Północna, Przodowników, Robotnicza, Rogalewicza, Równa, Siewierska, Skalskiego, Stalowa, Sztygarów, Śliwińskiego, Średnia, Urbańskiego, Wróblewskiego, Wspólna, Zapolskiej.